# Ямаюрі-Мару
Ямаюрі-Мару (Yamayuri Maru) — транспортне судно, яке під час Другої світової війни взяло участь у операціях японських збройних сил в архіпелазі Бісмарка.

## Передвоєнна історія
Судно спорудили в 1913 році на британській верфі Archibald McMillan & Son у Думбартоні на замовлення компанії Lamport & Holt. Остання використовувала його до 1932 року під назвою SS Strabo.
У 1932—1934 роках судно як SS Pauline належало компанії Atlanticos Steamship, а в 1934—1935 господарем тепер уже SS Pavlina стала African & Continental. Далі воно перейшло до Bright Navigation і змінило найменування на SS Brightvega. Втім, уже у 1936-му новим власником став Wan H. C. із китайського Циндао, а судно перейменували на SS Shou Sing. У січні 1938-го Циндао захопили японські війська і того ж року судно передали до японської компанії Yamashita Kisen, де воно перетворилось на Ямаюрі-Мару.
У липні 1938-го судно реквізували для потреб Імперської армії Японії, але у грудні того ж року повернули Yamashita Kisen.

## Участь судна у Другій світовій війні
12 грудня 1941-го Ямаюрі-Мару знову реквізувала Імперська армія. Виконуючи рейси для потреб японських військ, судно до кінця літа 1943-го відвідало Парамушир (один з Курильских островів), Атту (захоплений японцями острів Алеутського архіпелагу), Шанхай, Гонконг, Сурабаю (острів Ява), Балікпапан (східне узбережжя Борнео) та інші порти.
У середині вересня 1943-го Ямаюрі-Мару опинилось на Палау (важливий транспортний хаб на заході Каролінських островів). 18 вересня воно вийшло звідси в конвої SO-806 та 25 вересня прибуло до Рабаулу — головної передової бази в архіпелазі Бісмарка, з якої провадились операції на Соломонових островах та сході Нової Гвінеї. 28 вересня — 5 жовтня воно здійснило зворотний перехід разом з конвоєм O-803. Прийнявши на Палау вантаж фосфатів, Ямаюрі-Мару 7 жовтня вирушило до Японії у складі конвою FU-705 та 17 жовтня прибуло в порт Уджина.
18 грудня судно полишило японський порт Саєкі з конвоєм O-806 та попрямувало на Палау. Звідти воно вийшло 5 січня 1944 у складі конвою SO-504, котрий прямував до Рабаулу. Попри два напади авіації, під вечір 12 січня конвой прибув до місця призначення.
Втім, 24 січня внаслідок авіанальоту на гавань Рабаулу Ямаюрі-Мару затонуло (тоді ж були потоплені транспорти Ліон-Мару, Тайшо-Мару та Коан-Мару). За іншими даними, це загибель Ямаюрі-Мару пов'язана з більш раннім авіаударом, завданим 17 січня.